# Datu Blah T. Sinsuat
Datu Blah T. Sinsuat (Bayan ng Datu Blah T. Sinsuat) är en kommun i Filippinerna. Kommunen tillhör provinsen Shariff Kabunsuan och ligger på ön med samma namn.

## Barangayer
Datu Blah T. Sinsuat är indelat i 12 barangayer.
| - Kinimi - Laguitan - Lapaken - Matuber - Meti - Nalkan | - Penansaran - Resa - Sedem - Sinipak - Tambak - Tubuan |